# Guy Akpagba
Guy Akpagba (sinh ngày 5 tháng 5 năm 1990) là một cầu thủ bóng đá người Bénin thi đấu cho Dragons thi đấu ở Giải bóng đá ngoại hạng Bénin. Anh được triệu tập vào Đội tuyển bóng đá quốc gia Bénin tại Cúp bóng đá châu Phi 2012.

## Sự nghiệp quốc tế

### Bàn thắng quốc tế
Tỉ số và kết quả liệt kê bàn thắng của Bénin trước.
| #  | Ngày               | Địa điểm                                                  | Đối thủ | Tỉ số | Kết quả | Giải đấu                            |
| -- | ------------------ | --------------------------------------------------------- | ------- | ----- | ------- | ----------------------------------- |
| 1. | 4 tháng 9 năm 2011 | Sân vận động Hoàng tử Louis Rwagasore, Bujumbura, Burundi | Burundi | 1–0   | 1–1     | Vòng loại Cúp bóng đá châu Phi 2012 |